# Rush (pel·lícula de 2013)
Rush és un drama esportiu britànic-alemany de 2013 dirigit per Ron Howard i escrit per Peter Morgan. La pel·lícula es basa en la temporada de Fórmula 1 de 1976 i el duel entre els pilots James Hunt i Niki Lauda, interpretats per Chris Hemsworth i Daniel Brühl respectivament. La pel·lícula es va doblar al català.
La cinta es va estrenar a Londres el 2 de setembre de 2013 i es va mostrar més tard al Festival Internacional de Cinema de Toronto d'aquell any.

## Argument
El britànic James Hunt i l'austríac Niki Lauda, dos talentosos pilots, es troben al començament dels anys 1970, mentre que tots dos corren a la Fórmula 3 i tenen en punt comú la seva passió per la carrera tot tenint personalitats diametralment oposades: el primer, un personatge «desplaçat, cràpula, juga amb la mort», que multiplica les conquestes femenines i el segon, un pilot seriós i molt professional que avalua el límit de riscos a no superar, « 20%». Per aquestes raons, fent gala d'un gran menyspreu mutu.
La seva rivalitat segueix a la Fórmula 1: Lord Alexander Hesketh, que feia córrer Hunt en Fórmula 3 i Formula 2, ha fabricat un cotxe per permetre-li disputer els Gran Premi a partir de la temporada de 1973. Lauda ha reunit un pressupost per comprar-se un lloc en una de les dues BRM on fa equip amb Clay Regazzoni. El pilot austríac és llavors contractat per Ferrari per les indicacions de Regazzoni, i es converteix en campió del món el 1975 mentre que Hesketh ha de plegar a final de temporada, per falta de pressupost. Hunt troba finalment un volant a McLaren en el mateix moment en què viu un divorci molt mediatitzat amb la seva esposa Suzy que l'ha enganyat amb l'actor Richard Burton.
L'enfrontament en el cim té lloc durant la temporada de 1976. El metòdic pilot austríac: des de la posada a punt, agafa avantatge sobre l'«estrambòtic playboy» i molt ràpid britànic a la recerca de fiabilitat amb la seva McLaren M23. Arriba a mitja temporada el Gran Premi d'Alemanya a Nürburgring, un circuit de 22,595 km considerat com més perillós de tots. Amb una meteorologia molt desfavorable, Lauda proposa en la reunió d'informació de pilots que s'anul·li, segons la seva regla personal dels «20% de riscos» a no avançar-se. Però dirigida per Hunt que l'acusa de maniobres tàctiques per conservar el seu avantatge en el campionat, una majoria es van retirar de disputar el Grand-Prix. L'1 d'agost de 1976 en la carrera, Lauda perd el control del seu Ferrari pica el rail, s'incendia, rebota sobre la pista, després és encalçat per altres dos monoplaces.
Lauda és tret ràpidament de les restes greument cremat a la cara i intoxicat per les emanacions de benzina. A l'hospital, davant la seva esposa Marlene, un sacerdot li dona els últims sagraments però sobreviu. Mentre és cuidat, veu a la televisió James Hunt guanyar carrera rere carrera i arribarba la tornar
 sobre ell a la classificació del campionat. Al cap de només sis setmanes, Niki Lauda torna a agafar el volant, la cara desfigurada, en el Gran Premi d'Itàlia del 1976 a Monza i aconsegueix classificar-se quart mentre que Hunt abandona.
En la conferència de premsa a Monza, un periodista pregunta amb insistència a Lauda si pensa que la seva dona es quedarà al seu costat tenint en compte l'estat de la seva cara. Lauda posa un fi de forma brutal a la conferència. Hunt, que ha assistit discretament a l'escena, agafa el periodista, l'acorrala als banys i li administra una severa correcció.

La carrera final té lloc en el circuit del Mont-Fuji al Japó sota un terrible xàfec. Hunt té tres punts menys que Lauda. Al cap de la segona volta, el campió del món de 1975 decideix tornar a l'estand i abandonar. 
| « | Massa perillós | » |

, explica. Hunt aconsegueix, en l'última volta, la 3a plaça de la carrera i s'adjudica el títol mundial amb un punt per davant del seu rival. Lauda explica el final de la història. Tot i guanyar dos nous títols de campió del món el 1977 i el 1984, Hunt ha atès el seu objectiu suprem i no serà mai més competitiu. Continua la seva vida de «playboy», deixa la prova automovilística dos anys més tard, es fa comentarista a la televisió i mor el 1993 a l'edat de 45 anys d'una crisi cardíaca.

## Repartiment
| Intèrpret            | Personatge                                     | Veu en català        |
| -------------------- | ---------------------------------------------- | -------------------- |
| Chris Hemsworth      | James Hunt                                     | Manel Gimeno         |
| Daniel Brühl         | Niki Lauda                                     | Ivan Labanda         |
| Olivia Wilde         | Suzy Miller                                    | Marta Barbarà        |
| Alexandra Maria Lara | Marlene (Knaus) Lauda                          | Noemí Bayarri        |
| Pierfrancesco Favino | Clay Regazzoni                                 | Santi Lorenz         |
| David Calder         | Louis Stanley                                  | Eduard Lluís Muntada |
| Natalie Dormer       | Infermera Gemma                                | -                    |
| Stephen Mangan       | Alastair Caldwell                              | Sergi Zamora         |
| Christian McKay      | Lord Alexander Fermor-Hesketh, 3r Baró Hesketh | Jaume Villanueva     |
| Alistair Petrie      | Stirling Moss                                  | Joan Carles Gustems  |
| Julian Rhind-Tutt    | Anthony "Bubbles" Horsley                      | Daniel Albiac        |
| Colin Stinton        | Teddy Mayer                                    | -                    |
| Jamie de Courcey     | Harvey Postlethwaite                           | -                    |
| Augusto Dallara      | Enzo Ferrari                                   | -                    |
| Ilario Calvo         | Luca Cordero di Montezemolo                    | -                    |
| James Norton         | Guy Edwards                                    | -                    |
| Martin J Smith       | Jody Scheckter                                 | -                    |
| Rob Austin           | Brett Lunger                                   | -                    |
| Tom Wlaschiha        | Harald Ertl                                    | -                    |

## Premis i nominacions
Rush va aconseguir algunes nominacions rellevants en la temporada de premis cinematogràfics 2013-2014. D'entre totes, destaquen les següents:

### Premis
- BAFTA al millor muntatge per Daniel P. Hanley i Mike Hill

### Nominacions
- Globus d'Or a la millor pel·lícula dramàtica
- Globus d'Or al millor actor secundari per Daniel Brühl
- BAFTA a la millor pel·lícula britànica
- BAFTA al millor actor secundari per Daniel Brühl
- BAFTA al millor so per Danny Hambrook, Frank Kruse i Markus Stemler